# Thượng Trần
Thượng Trần (giản thể: 上陈; phồn thể: 上陳) là một di chỉ thời đại đồ đá cũ tại làng Thượng Trần, trấn Ngọc Sơn, huyện Lam Điền, thành phố Tây An, tỉnh Thiểm Tây, Trung Quốc. Công cụ đá được tìm thấy tại đây được định tuổi 2,12 triệu năm trước và được coi như bằng chứng tông Người bên ngoài châu Phi sớm nhất được biết đến, sớm hơn Dmanisi tại Gruzia hơn 300.000 năm. Thượng Trần có người ở trong thời gian kéo dài 850.000 năm, các công cụ mới nhất được định tuổi là 1,26 triệu năm trước đây. Chưa tìm thấy hóa thạch nào thuộc tông Người.

## Địa điểm
Di chỉ Thượng Trần tọa lạc tại làng Thượng Trần (上陈村), trấn Ngọc Sơn (玉山镇), huyện Lam Điền, thành phố Tây An, tỉnh Thiểm Tây, cách thành phố tỉnh lỵ Tây An vào khoảng 50 km (31 mi) về phía đông nam. Di chỉ nằm trên bề mặt vách đá một bên rãnh trên cao nguyên Hoàng Thổ. Vì hoàng thổ là trầm tích đất bùn đọng lại từ các trận bão, tất cả các đá lớn trong đất hoàng thổ đáng lẽ được con người hoặc con vật nào đó kênh vào.

## Khám phá và khai quật
Lam Điền là huyện mà hóa thạch của loài người đứng thẳng, hiện nay có tên người Lam Điền, được khám phá vào năm 1964. Hóa thạch cũ nhất là sọ ban đầu được định tuổi 1,15 triệu năm trước. Năm 2001, nhà địa lý học Chu Chiếu Vũ (朱照宇) và các nhà khoa học khác bắt đầu nghiên cứu lại nơi này và xác định rằng sọ thật sự có tuổi 1,63 triệu năm.
Họ Chu và các đồng nghiệp khảo sát khu vực chung quanh nơi của hóa thạch và khám phá các công cụ đá được chôn sâu vào trong một bên rãnh tại Thượng Trần, cách đó ít hơn 3 dặm (4,8 km). Nhà cổ nhân loại học người Anh Robin Dennell tham gia nhóm này vào năm 2010. Họ sục tìm trong rãnh và khai đào nơi này từ 2004 đến 2017. Các khám phá được xuất bản vào tháng 7 năm 2018 trong tạp chí Nature.